# Gus Bailey
Augustus "Gus" Bailey (Gibson, Carolina del Norte, 18 de febrero de 1951 - Nueva Orleans, Luisiana, 28 de noviembre de 1988) fue un jugador de baloncesto estadounidense que disputó cinco temporadas en la NBA y una más en la WBA. Con 1,96 metros de altura, lo hacía en la posición de alero.

## Trayectoria deportiva

### Universidad
Jugó durante cuatro temporadas con los Miners de la Universidad de Texas en El Paso, en las que promedió 12,5 puntos y 5,9 rebotes por partido. En 1973 fue convocado con la selección de Estados Unidos para disputar los Juegos Mundiales Universitarios en Moscú, donde lograron la medalla de oro.

### Profesional
Fue elegido en la vigésimo tercera posición del Draft de la NBA de 1974 por Houston Rockets, y también por los San Diego Conquistadors de la ABA, eligiendo la primera opción. En los Rockets jugó dos temporadas, siendo siempre una de las últimas opciones del banquillo. Su mejor año fue el de su debut, en el que promedió 2,6 puntos y 1,7 rebotes por partido.
Antes del comienzo de la temporada 1976-77, fue traspasado junto con Joe Meriweather a Atlanta Hawks a cambio de Dwight Jones, pero fue despedido sin llegar a comenzar la competición. Tras un año en blanco, en la temporada 1977-78 ficha como agente libre por los New Orleans Jazz, donde tampoco tendría demasiadas oportunidades de juego, pero al menos logró su mejor campaña como profesional, al promediar 3,2 puntos y 1,7 rebotes. Tras ser despedido poco después del comienzo de la siguiente temporada, jugó el resto de la misma con los Reno Bighorns de la liga menor WBA.
Regresó a la NBA al año siguiente, firmando por Washington Bullets, pero tras disputar 20 partidos fue nuevamente cortado, decidiendo retirarse definitivamente.

## Estadísticas de su carrera en la NBA

### Temporada regular
| Temporada | Edad | Equipo             | Liga | P   | TIT | MIN | TC  | TCA | %TC  | 3P  | 3PA | %3P   | TL  | TLA | %TL  | R.OF. | R.DEF. | REB | ASIS | ROB | TAP | PER | FP  | PTS |
| 1974-75   | 23   | Houston Rockets    | NBA  | 47  |     | 9.5 | 1.1 | 2.7 | .405 |     |     |       | 0.4 | 0.9 | .488 | 0.5   | 1.3    | 1.7 | 1.3  | 0.4 | 0.3 |     | 1.1 | 2.6 |
| 1975-76   | 24   | Houston Rockets    | NBA  | 30  |     | 8.7 | 0.9 | 2.6 | .364 |     |     |       | 0.5 | 0.9 | .500 | 0.7   | 1.0    | 1.7 | 1.4  | 0.5 | 0.3 |     | 1.1 | 2.3 |
| 1977-78   | 26   | New Orleans Jazz   | NBA  | 48  |     | 9.4 | 1.2 | 2.9 | .424 |     |     |       | 0.8 | 1.4 | .552 | 0.9   | 0.8    | 1.7 | 0.8  | 0.4 | 0.3 | 0.7 | 1.0 | 3.2 |
| 1978-79   | 27   | New Orleans Jazz   | NBA  | 2   |     | 4.5 | 1.0 | 3.5 | .286 |     |     |       | 0.0 | 0.0 |      | 1.0   | 0.0    | 1.0 | 1.0  | 0.0 | 0.0 | 0.5 | 0.5 | 2.0 |
| 1979-80   | 28   | Washington Bullets | NBA  | 20  |     | 9.0 | 0.8 | 1.8 | .457 | 0.1 | 0.1 | 1.000 | 0.3 | 0.7 | .385 | 0.3   | 1.1    | 1.4 | 1.3  | 0.4 | 0.2 | 0.6 | 0.9 | 1.9 |
| Total     |      |                    | NBA  | 147 |     | 9.2 | 1.1 | 2.6 | .406 | 0.1 | 0.1 | 1.000 | 0.5 | 1.0 | .510 | 0.6   | 1.0    | 1.7 | 1.1  | 0.4 | 0.3 | 0.6 | 1.0 | 2.6 |

### Playoffs
| Temporada | Edad | Equipo          | Liga | P | MIN | TCA | TC | 3PA | 3P | TLA | TL | R.OF. | REB | ASIS | ROB | TAP | PER | FP | PTS | %TC  | %3P | %FT  | MIN  | PTS | REB | AST |
| 1974-75   | 23   | Houston Rockets | NBA  | 8 | 116 | 18  | 36 |     |    | 9   | 10 | 6     | 19  | 16   | 6   | 2   |     | 12 | 45  | .500 |     | .900 | 14.5 | 5.6 | 2.4 | 2.0 |
| Total     |      |                 | NBA  | 8 | 116 | 18  | 36 |     |    | 9   | 10 | 6     | 19  | 16   | 6   | 2   |     | 12 | 45  | .500 |     | .900 | 14.5 | 5.6 | 2.4 | 2.0 |

## Fallecimiento
Bailey fue encontrado muerto en su apartamento de Nueva Orleans el 28 de noviembre de 1988, con múltiples puñaladas. Según la policía, tuvo una acalorada discusión con una mujer que vivía con él y ella lo apuñaló repetidamente en el pecho. Tammy Schexnayder, de 25 años, fue arrestada e imputada por su asesinato.